# Strombosia pustulata
Strombosia pustulata ist ein Baum in der Familie der Olacaceae aus Zentral- bis Westafrika.

## Beschreibung
Strombosia pustulata wächst als immergrüner Baum mit kleiner, runder und dichter Krone bis 25–35 Meter hoch. Der Stammdurchmesser erreicht 60–100 Zentimeter. Am Stamm können leichte Riffelungen oder kleinere Brettwurzeln vorkommen. Die gräulich-braune Borke ist schuppig und olivgrün, weißlich fleckig.
Die einfachen und wechselständigen sind kurz gestielte Laubblätter. Der kurze, oben rinnige Blattstiel ist 1–2 Zentimeter lang. Die ganzrandigen, kahlen und leicht ledrigen Blätter sind eiförmig, -lanzettlich bis elliptisch, lanzettlich oder verkehrt-eiförmig und bespitzt, spitz bis zugespitzt. Sie sind etwa 5–20 Zentimeter lang und etwas pustelig an der Oberfläche. Die Blattoberseite ist matt bis glänzend. Die Nervatur ist gefiedert mit mehr oder weniger deutlichen, meist bogigen Seitenadern. Die Nebenblätter fehlen.
Die Blüten stehen in achselständigen und wenigblütigen Büscheln. Die kurz gestielten, zwittrigen und fünfzähligen, kleinen Blüten sind mit doppelter Blütenhülle. Der kleine Kelch ist fünflappig. Die freien, länglichen und aufrechten Petalen sind becherförmig angeordnet mit zurückgelegten Zipfeln. Sie sind grünlich bis weiß-gelblich und innen in der oberen Hälfte dicht behaart und außen kahl. Die Staubfäden der 5 Staubblätter sind im unteren Teil mit den Petalen verwachsen. Der Fruchtknoten ist halboberständig, die Narbe ist leicht gelappt. Es ist ein Diskus vorhanden.
Es werden rundliche, einsamige und braun-purpurne, bis 1–3 Zentimeter großen Steinfrüchte im beständigen, fleischigen Kelch gebildet. Sie haben etwas vertiefte, runde Diskus- und Griffelreste an der Spitze.

## Taxonomie
Die Erstbeschreibung erfolgte 1894 durch Daniel Oliver in Hooker’s Icon. Pl. 23: t. 2299. Ein Synonym ist Strombosia glaucescens Engl.
Es werden zwei Varietäten geführt:
- Strombosia pustulata var. pustulata; mit matter Blattoberseite und undeutlichen Blattadern.
- Strombosia pustulata var. lucida (J.Léonard) Villiers; mit glänzender Blattoberseite und klar unterscheidbaren, deutlichen Blattadern.

## Verwendung
Das schwere, harte und gut beständige Holz ist bekannt als Afina, Afena, Itako oder Poé. Es wird für gröbere Anwendungen genutzt, das Kernholz ist schlecht behandelbar.
Aus den Samen kann ein Öl erhalten werden.